# Andrés Zottos
Miguel Andrés Costas Zottos (30 de noviembre de 1961, Tartagal, Salta, Argentina), más conocido como Andrés Zottos, es un político argentino, vicegobernador de la provincia de Salta durante los dos primeros gobiernos de Juan Manuel Urtubey (2007-2015) y miembro del Partido Renovador de Salta, el cual presidió desde el 2004 hasta el 2008. Fue candidato a gobernador de su provincia en las elecciones de 2003 y candidato a senador nacional en 2013. También se desempeñó como intendente interino de Tartagal en 1993, como concejal en 1991, como senador provincial y como diputado provincial y nacional. Posee una empresa de seguros automovilísticos.

## Biografía
Nació en el seno de una familia de orígenes grecochipriotas en la localidad de Tartagal, ubicada en el noreste de la provincia de Salta, próxima a la frontera con Bolivia. Se recibió con el título de Bachiller y Perito Mercantil en la Escuela de Comercio Alejandro Agüado, ubicada en su ciudad natal. Finalizados sus estudios secundarios, se trasladó a  la ciudad de Salta para cursar la carrera de Licenciatura en Ciencias Económicas en la Universidad Nacional de Salta. Más tarde cursaría la carrera de derecho en la Universidad Nacional de Salta
Formó parte de la Asociación Argentina de Derecho Constitucional.
En la Universidad Nacional de Salta se desempeñó como docente por concurso de Derecho Constitucional y Elementos de Ciencia Política. En la Facultad de Ciencias Jurídicas de la Universidad Católica de Salta fue Profesor de Constitución, Derechos Humanos y Garantías y de Derecho Constitucional del Poder.
Es autor de libros y publicaciones sobre temas institucionales. En 2021 fue designado Profesor Emérito de la Universidad Católica de Salta

## Trayectoria política
En el 2007, fue el compañero de fórmula del justicialista Juan Manuel Urtubey, quien resultó en primer lugar y, más tarde, reelecto para el período 2011-2015.
Decidió romper su alianza electoral con Urtubey al presentarse como candidato a senador en 2013, mientras que el gobernador apoyó la candidatura del abogado Rodolfo Urtubey, quien resultó en primer lugar, mientras que el entonces vicegobernador no logró conseguir una banca en el recinto mayor. Durante su campaña para senador nacional, fue agredido por unos sujetos. En el 2015, tras el anuncio de Urtubey de que Miguel Isa sería su candidato a vicegobernador, Zottos lanzó su candidatura para senador provincial por el Departamento San Martín, consiguiendo un respaldo general por parte de los dirigentes locales, además de por parte del mismo oficialismo, y resultando finalmente electo. Durante la campaña, prestó apoyo a la fórmula Urtubey-Isa y sugirió que podría presentarse para las elecciones de gobernador de 2019.

### Elecciones 2017
En 2017, fue el candidato del oficialismo provincial para las elecciones de diputado nacional de 2017 por el Frente Unidad y Renovación, en las que resultó segundo por detrás de Martín Grande, apoyado por el oficialismo nacional y por Gustavo Sáenz, intendente de la capital salteña, y en las que superó por un punto y medio al entonces intendente de su ciudad natal, Sergio Leavy. Juró a su cargo el 10 de diciembre de dicho año, renunciando al de senador provincial por el Departamento San Martín.

## Vida personal
Se encuentra casado con la escribana Marisa Yudi, con quien tiene dos hijos y una hija.